# Bill Andriette
Bill Andriette é um jornalista, ativista homossexual e ativista pedófilo estadunidense. É diretor artístico do jornal gay Baltimore Outloud e anteriormente foi diretor interino de The Guide, uma revista gay de viagems e espetáculos publicada em Boston É porta-voz da North American Man/Boy Love Association (NAMBLA).
Numa entrevista para The Boston Phoenix em 1996, Andriette disse: "Compreendi que era gay quando tinha 12 anos". Juntou-se à NAMBLA quando tinha 15 anos e com a idade de 17 anos já era membro do seu comité diretivo. Durante seis anos foi redator do NAMBLA Bulletin. Andriette discorda com alguns pontos da política da NAMBLA em relação à abolição da idade de consentimento, deixando espaço para o diálogo com o governo e as preocupações da sociedade.
Durante a controvérsia de 1993 com a Associação Internacional de Gays e Lésbicas (ILGA), Andriette defendeu os membros da NAMBLA ante esta, bem como o lugar da NAMBLA dentro do movimento pelos direitos dos homossexuais, alegando que "a tradição principal" do movimento LGBT é baseada no apoio à abolição da idade de consentimento.
Andriette qualifica a condenação moral em relação aos pedófilos por parte dos gays como una "ideologia reacionária que o movimento gay tem adotado para polir a sua própria categoria de identidade particular". Ele apareceu em 1994 no documentário sobre a NAMBLA Chicken Hawk: Men Who Love Boys, onde explicou que o seu trabalho na NAMBLA fornece-lhe uma saída à sua pedofilia.
Em 2008 foi finalista do prémio jornalístico Sex Positive por um artigo publicado em The Guide: "Tipping Point for Gay Sex?".